# Rejon łazirkowski
Rejon łazirkowski (ukr. Лазорківський район, Łazorkiwśkyj rajon vel Лазі́рківський райо́н, Łazirkiwśkyj rajon; ros. Лазорковский район, Łazorkowskij rajon) — dawna jednostka podziału administracyjnego Ukraińskiej SRR ze stolicą w Łazirkach, istniejąca w latach 1935-1962 na terenie obecnego rejonu łubieńskiego. 
Przez teren rejonu przebiegała linia kolejowa ze stacją pasażerską Łazirky, łącząca Kijów i Połtawę.

## Historia
Rejon został utworzony 22 stycznia 1935 poprzez wydzielenie 16 hromad wiejskich z rejonów łubieńskiego i pyriatyńskiego. Początkowo wchodził w skład obwodu charkowskiego, a 22 września 1937 został przyłączony do nowo utworzonego obwodu połtawskiego. 
Hromady wiejskie (16), które weszły w skład rejonu:
- wydzielone z rejonu łubieńskiego: Łazirky, Horobiji(inne języki), Hince(inne języki), Duchowe(inne języki), Hubske(inne języki), Rejozero(inne języki), Heceno-Irżawec(inne języki), Choroszky(inne języki), Chorużówka(inne języki), Czerewky(inne języki), Woronynci, Iskiwci, Bohodarówka(inne języki), Tarandynci.

- wydzielone z rejonu pyriatyńskiego: Karpiłówka(inne języki), Ołeksandrówka(inne języki)[4].

W latach 1941–1943 teren rejonu znajdował się pod okupacją niemiecką. Wchodził w skład okręgu łubieńskiego Komisariatu Rzeszy Ukraina.
W latach 1956–1958 przeprowadzono proces łączenia hromad, na skutek czego ich liczba w rejonie łazirkowskim zmniejszyła się w 1954 do 15, a w 1960 do 10.
Rejon został zniesiony 30 grudnia 1962 poprzez przyłączenie do rejonu łubieńskiego. Później, 4 stycznia 1965 niektóre hromady dawnego rejonu łazirkowskiego razem z Łazirkami zostały włączone do odtworzonego rejonu orżyckiego, w składzie którego znajdowały się do 2020.

## Ludność
Liczba mieszkańców:

- 1939 — 26 076 mieszkańców, w tym 12 626 mężczyzn i 13 450 kobiety[9].
- 1959 — 23 394 mieszkańców, w tym 9839 mężczyzn i 13 555 kobiet[10].

Skład narodowościowy (1939):
- Ukraińcy — 24 479, w tym w Łazirkach 1492.
- Rosjanie — 1301, w tym w Łazirkach 3.
- Żydzi — 39, w tym w Łazirkach 3.
- inni — 257, w tym w Łazirkach 9[11].